# Landkreis Schwäbisch Hall
Landkreis Schwäbisch Hall är ett distrikt i Baden-Württemberg, Tyskland.

## Infrastruktur
Genom distriktet går motorvägarna A6 och A7.
1. ↑  härlett från: Statistisches Landesamt Baden-Württemberg.[källa från Wikidata]
2. ↑  läs online, www.destatis.de .[källa från Wikidata]